# Апостол (мультфильм)
«Апо́стол» (исп. El apóstol) — аргентинский немой анимационный фильм снятый в 1917 году режиссёром Квирино Кристиани. Считается первым в мире полнометражным мультфильмом.

## История
Квирино Кристиани, иммигрант из Италии, специализировался на политических карикатурах. В 1916 году он познакомился с другим итальянцем, одним из основателей аргентинского кинематографа Федерико Валье. Под его руководством он снял короткометражную анимационную сатиру «Вторжение в провинцию Буэнос-Айрес», после чего приступил к созданию более масштабной картины.
В фильме было 58 000 кадров, кроме того, Кристиани задействовал макеты зданий. Он использовал технику вырезной перекладки, опробованный Валье в выпусках политической хроники. Режиссёр проводил съёмки на крыше своего дома, чтобы получить естественное освещение.
Хотя фильм имел некоторый успех, большая часть копий пошла на изготовление целлулоидных расчёсок, как было принято в то время. Единственный сохранившийся экземпляр сгорел во время пожара в студии Валье в 1926 году.

## Сюжет
Президент Аргентины Иполито Иригойен попадает на небо. Он хочет очистить Буэнос-Айрес от безнравственности и коррупции, но вместо этого уничтожает его.